# IPad Pro (1ª generación)
La primera generación de iPad Pro es una línea de tabletas iPad diseñadas, desarrolladas y comercializadas por Apple Inc, vendidas por primera vez en 2015 con un tamaño de pantalla de 12,9 pulgadas. Un modelo más pequeño, basado en el factor de forma del iPad Air 2, con una pantalla de 9,7 pulgadas, fue anunciado y lanzado a principios de 2016.
El modelo de 12,9 pulgadas se anunció junto con el Apple Pencil, y ambos modelos fueron los primeros iPads en utilizar el estilete como dispositivo de entrada. El iPad Pro de 12,9 pulgadas es más grande que todos los modelos anteriores de iPad y fue el primer iPad en incorporar RAM LPDDR4.

## Características

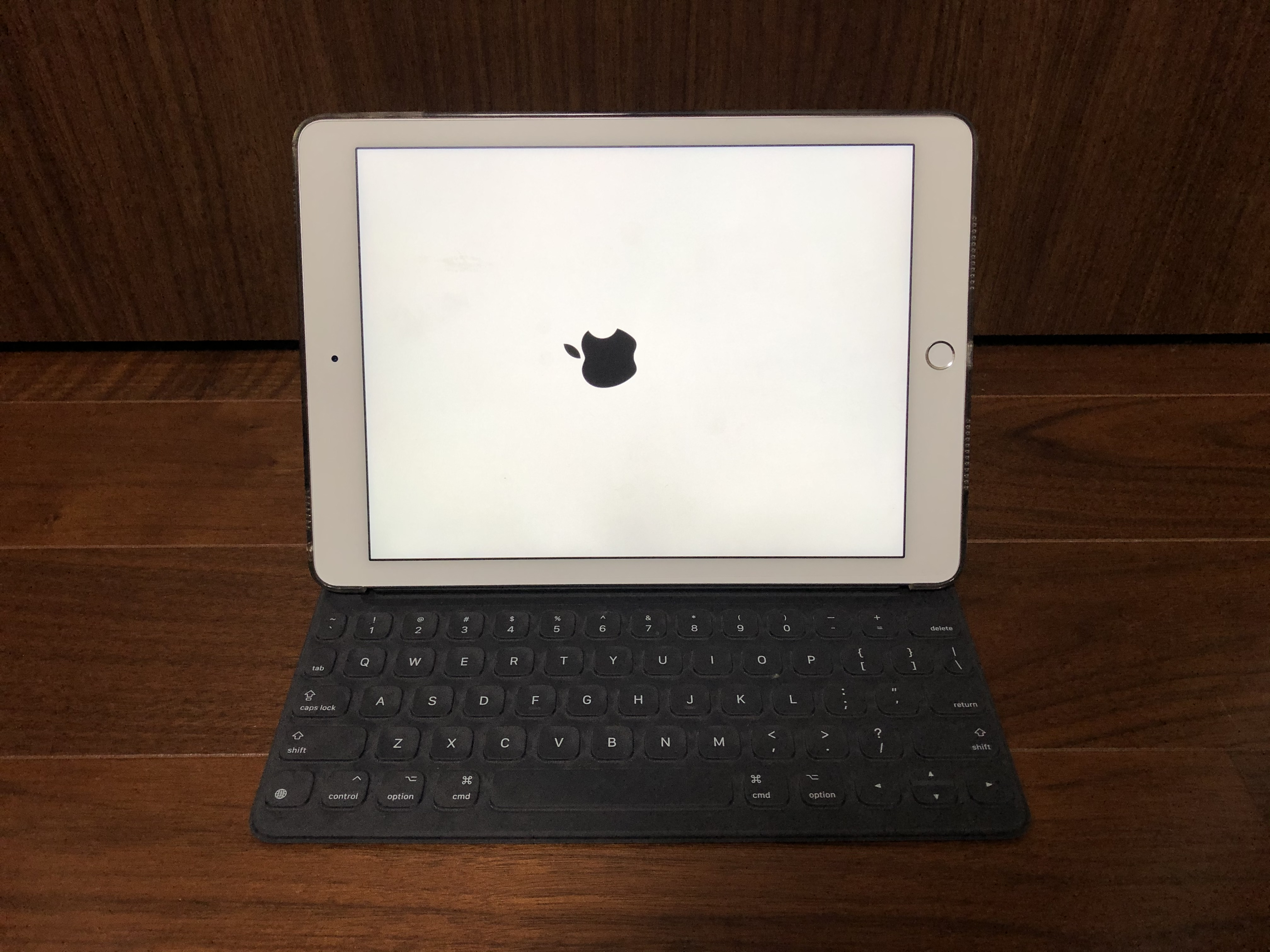
iPad Pro de 9.7 pulgadas

La versión de 12,9 pulgadas del iPad Pro se anunció durante un evento especial de Apple el 9 de septiembre de 2015. Salió a la venta el 12 de noviembre de 2015, con opciones de color plata, oro y gris espacial. Los precios oscilaban entre 799 y 1.229 dólares, según el tamaño de almacenamiento y la conectividad celular. El 21 de marzo de 2016, se anunció la versión de 9,7 pulgadas del iPad Pro en una keynote de Apple con una opción adicional de color oro rosa. La versión de 9,7 pulgadas también introdujo la posibilidad de elegir el modelo base de 32 GB con una opción de Celular + Wi-Fi. (Anteriormente, la opción Cellular + Wi-Fi solo estaba disponible en los modelos de iPad Pro de 128 GB. El modelo de 9,7 pulgadas tiene un precio que oscila entre los 599 y los 1.129 dólares, dependiendo de la configuración. Salió a la venta el 31 de marzo de 2016.
El iPad Pro de 9,7 pulgadas tiene una CPU más rápida y una mejor cámara que el iPad Air 2. Es el primer iPad que cuenta con True Tone Flash y Retina Flash, y su opción de almacenamiento de 256 GB es la más alta para un iPad en ese momento. Su pantalla True Tone permite que la pantalla LCD adapte su color e intensidad a la luz ambiental.
Ambos modelos de iPad Pro incluyen el chip A9X y el coprocesador de movimiento Apple M9. El modelo de 9,7 pulgadas, sin embargo, tiene una CPU ligeramente subacelerada (2,16 GHz frente a los 2,26 GHz del modelo de 12,9 pulgadas) y solo 2 GB de RAM. Varias características se mantienen desde el iPad estándar, como Touch ID y la pantalla Retina. Las nuevas características incluyen un conector inteligente para un teclado y cuatro altavoces estéreo situados en pares en la parte superior e inferior del dispositivo. El modelo de 12,9 pulgadas tiene una pantalla de 2732 por 2048 y el de 9,7 pulgadas una de 2048 por 1536. Ambas pantallas tienen una resolución de 264 píxeles por pulgada y cuentan con una tasa de refresco variable, una primicia para Apple. La versión de 12,9 pulgadas es también el primer dispositivo iOS que incluye más de 2 GB de RAM.
Un iPad Pro de 12,9 pulgadas personalizado también fue diseñado por Jony Ive y presentado a la subasta de Time for Design. La edición especial del iPad Pro tiene una etiqueta "Edition 1 of 1" grabada en su parte trasera y viene con un acabado anodizado amarillo-oro personalizado, una Smart Cover de cuero azul y una funda de cuero naranja para el Apple Pencil, todo lo cual no es vendido por Apple en otros lugares.

## Acogida
Scott Stein de CNET alabó el procesador más rápido y los nuevos accesorios disponibles. Sin embargo, criticó el coste tanto de la unidad como de sus accesorios, al tiempo que señaló su procesador ligeramente más lento con menos RAM del modelo de 9,7 pulgadas en comparación con el modelo más grande de 12,9 pulgadas. Matt Swider, de TechRadar, elogió el fácil manejo, la gran configuración de 256 GB y la pantalla True Tone, pero se mostró molesto por el elevado precio de lanzamiento. Gareth Beavis hizo una crítica positiva, elogiando la amplia pantalla y la calidad de audio, pero afirmó que la duración de la batería podría ser mayor.